# Rescue : Unité Spéciale
Rescue : Unité Spéciale (Rescue: Special Ops) est une série télévisée australienne en 48 épisodes de 42 minutes diffusée entre le 2 août 2009 et le 5 septembre 2011 sur Nine Network.
En Belgique, la série est diffusée sur AB3. En France, elle est diffusée depuis le 5 mai 2013 sur RTL9 et Action et depuis le 1er juillet 2013 sur Numéro 23. Néanmoins, elle reste inédite dans les autres pays francophones.

## Synopsis
Une équipe de sauveteurs expérimentés fait face à des situations complexes et des opérations de sauvetage souvent difficile.
Ils font face tous les jours à la mort tragique de certaines personnes, mais comme tout le monde, ils jonglent avec leur vie, l'amour et leur carrière.

## Distribution

### Acteurs principaux
- Libby Tanner (en) : Michelle LeTourneau
- Peter Phelps : Vince Marchello
- Les Hill (en) : Dean Gallagher
- Gigi Edgley : Lara Knight
- Daniel Amalm (en) : Jordan Zwitkowski
- Katherine Hicks : Heidi Wilson
- Andrew Lees (en) : Chase Gallagher
- Luke McKenzie : Lachie Gallagher (à partir 3.14)

### Acteurs secondaires
- Wil Traval : Hamish McIntyre
- Tim McCunn : Ian Johnson
- Jessica Napier (en) : Nicole (saison 1)
- Simmone Jade Mackinnon : Fiona Charlton (saison 1)
- Gary Sweet (en) : père de chase dean et lachie (saison 1)
- Martin Dingle-Wall (en) : Jake Hudson (saison 1)
- Luke Pegler : Bingo (saison 2)
- Vanessa Gray : Renae Daltry (saison 2)
- Todd Lasance : Cam (saison 3)

## Épisodes

### Première saison (2009)
1. Sauvetage en altitude (Blue Mountains)
2. Adrénaline (Thrillseekers)
3. Trahison, enfer et bonnes intentions (Fire in the Cross)
4. Lit de mort (Deathbed Confessional)
5. Situation houleuse (Ferry Disaster)
6. Drame et bâtiment (Building Site Conspiracy)
7. La fête foraine (Luna Park)
8. Affaire de famille (ATM Bandits)
9. Rave Party (Rave)
10. La guerre écolo (Eco-warriors)
11. La mariée en ballon (Bride in the Balloon)
12. Promenons nous dans les bois (Episode Twelve)
13. Le mariage de Lara (Episode Thirteen)

### Deuxième saison (2010)
1. Sous pression (Enemy Mine)
2. Un jour dans la peau de Dean Gallagher (A Day In The Death of Dean Gallagher)
3. Piégé (Locked In)
4. Le choix de Jordan (Jordan's Choice).
5. Un chien fou chez les sauveteues (Shock Jock)
6. Frères ennemis (Thicker than Water)
7. Triste Melissa (Find My Baby)
8. Interdit sur la voie publique (Street Legal)
9. Vie privée (Out of the Ashes)
10. Rock stars (Rock Stars)
11. Tunnels (Off The Rails)
12. Les risques du métier (One For The Money)
13. Délivrances (Crazy Love)

### Troisième saison (2011)
1. Que le meilleur gagne ! (Ambushed)
2. Mourez un autre jour (Fearless)
3. Roses et épines (True Romance)
4. Petits mensonges entre amies (Secrets and Lies)
5. Question de survie (Him or Me)
6. Lucy et les stéroides (Demon Days)
7. L'homme dans la machine (Man in the Machine)
8. Jeux de dupes et ordures (The Game)
9. Le tandem (It's Not The Fall That Kills You)
10. Au voleur ! (Stolen)
11. Crash en haute mer (In Deep)
12. Rien à perdre (Break Out)
13. Œil pour œil (The Dunes)
14. Sauvetage toxique (Chemical Brothers)
15. Arnaques, bagarres et littérature (The Carter Redemption)
16. Chasseur d'orage (Storm Chaser)
17. L'art et la manière (Art Attack)
18. Rattrapé par le passé (Missing Pieces)
19. L'amputation (Class of Their Own)
20. Des voix dans la brousse (The Intervention)
21. Mauvaise compagnie (Bad Company)
22. Démission (Two Fires)